# Nesobasis telegastrum
Nesobasis telegastrum là một loài chuồn chuồn kim trong họ Coenagrionidae.
Nesobasis telegastrum is in 1891 voor het eerst wetenschappelijk beschreven bởi Selys.